# 八炯納粹事件
八炯納粹事件，又稱「八炯效仿納粹爭議」，是指2025年8月，台灣YouTuber「八炯」（本名溫子渝）因涉嫌在反共運動中效仿納粹手段引發的爭議。該事件由反共網紅「閩南狼」（本名陳柏源）於2025年8月3日在YouTube影片中公開指控八炯私下研究納粹如何操控群眾、計劃設立「納粹衝鋒隊」、使用疑似「納粹老鷹」標誌，並提及將某群體比作猶太人進行煽動，引發台灣社會及國際輿論的廣泛關注。八炯隨後公開道歉，稱相關言論為私下自嘲，並非真意，且活動標誌源自美國白頭海鵰而非納粹符號。事件導致八炯與閩南狼公開決裂，並引發對台灣政治極端化及歷史教育的討論。
```
背景
```

八炯（1994年11月7日－）是一名台灣花蓮縣太魯閣族原住民，經營YouTube頻道「攝徒日記Fun TV」，擁有超過百萬訂閱者。早期以介紹花蓮旅遊等生活內容為主，2018年起轉型為反共政治評論者，以直白、嘲諷的風格揭露中國統戰行為，深受泛綠陣營支持。閩南狼（本名陳柏源）為另一位反共網紅，曾在中國大陸經營事業，2024年因被貼「台獨」標籤返台，與八炯合作參與2025年「大罷免」運動，試圖罷免多名中國國民黨立委。2025年7月26日，首輪罷免投票以25:0失敗，運動內部出現裂痕，八炯的言行開始受到質疑。[](https://www.bbc.com/zhongwen/articles/c7075rr0908o/trad)[](https://www.bbc.com/zhongwen/articles/c7075rr0908o/simp)
```
事件經過
```

```
閩南狼的指控
```

2025年8月3日，閩南狼在YouTube頻道發布影片《當信仰被推向極端，反共運動被他玩成納粹》，公開與八炯決裂，指控八炯在反共運動中走向極端，效仿納粹手段煽動群眾。具體指控包括：
```
八炯在2025年3月10日的私訊中表示：「我最近在研究納粹怎麼操控群眾情緒，這招要學起來。」並計劃尋找某群體比作「猶太人」進行煽動，發明新的手勢。[](
https://tw.news.yahoo.com/%25E9%2581%25AD%25E7%2588%2586%25E7%25A0%2594%25E7%25A9%25B6%25E7%25B4%258D%25E7%25B2%25B9%25E7%2585%25BD%25E5%258B%2595%25E5%258F%258D%25E5%2585%25B1%25E5%2585%25AB%25E7%2582%25AF%25E9%2581%2593%25E6%25AD%2589%25E4%25BA%2586014631526.html
)[](
https://tw.news.yahoo.com/%25E9%2596%25A9%25E5%258D%2597%25E7%258B%25BC%25E9%2596%258B%25E6%2592%2595%25E5%2585%25AB%25E7%2582%25AF%25E9%25A9%259A%25E7%2588%2586%25E5%25A4%25A7%25E7%25BD%25B7%25E5%2585%258D%25E6%2595%2588%25E6%25B3%2595%25E7%25B4%258D%25E7%25B2%25B9%25E5%2585%25A7%25E5%25B9%2595%25E6%2581%2590%25E6%2580%2596%25E6%2589%258B%25E6%25B3%2595%25E6%259B%259D%25E5%2585%2589002819940.html
)
```

```
在2025年4月2日，八炯向閩南狼展示「419拒絕統戰，守護台灣」集會標誌，稱其靈感來自「納粹老鷹」，並要求「你知我知就好」。[](
https://tw.news.yahoo.com/%25E9%2581%25AD%25E7%2588%2586%25E7%25A0%2594%25E7%25A9%25B6%25E7%25B4%258D%25E7%25B2%25B9%25E7%2585%25BD%25E5%258B%2595%25E5%258F%258D%25E5%2585%25B1%25E5%2585%25AB%25E7%2582%25AF%25E9%2581%2593%25E6%25AD%2589%25E4%25BA%2586014631526.html
)[](
https://tw.news.yahoo.com/%25E9%2596%25A9%25E5%258D%2597%25E7%258B%25BC%25E9%2596%258B%25E6%2592%2595%25E5%2585%25AB%25E7%2582%25AF%25E9%25A9%259A%25E7%2588%2586%25E5%25A4%25A7%25E7%25BD%25B7%25E5%2585%258D%25E6%2595%2588%25E6%25B3%2595%25E7%25B4%258D%25E7%25B2%25B9%25E5%2585%25A7%25E5%25B9%2595%25E6%2581%2590%25E6%2580%2596%25E6%2589%258B%25E6%25B3%2595%25E6%259B%259D%25E5%2585%2589002819940.html
)
```

```
八炯計劃成立「納粹衝鋒隊」，設計制服供花蓮35人穿著上街，並稱「到第三階段就可以發起革命」。[](
https://tw.news.yahoo.com/%25E9%2581%25AD%25E7%2588%2586%25E7%25A0%2594%25E7%25A9%25B6%25E7%25B4%258D%25E7%25B2%25B9%25E7%2585%25BD%25E5%258B%2595%25E5%258F%258D%25E5%2585%25B1%25E5%2585%25AB%25E7%2582%25AF%25E9%2581%2593%25E6%25AD%2589%25E4%25BA%2586014631526.html
)[](
https://tw.news.yahoo.com/%25E9%2596%25A9%25E5%258D%2597%25E7%258B%25BC%25E9%2596%258B%25E6%2592%2595%25E5%2585%25AB%25E7%2582%25AF%25E9%25A9%259A%25E7%2588%2586%25E5%25A4%25A7%25E7%25BD%25B7%25E5%2585%258D%25E6%2595%2588%25E6%25B3%2595%25E7%25B4%258D%25E7%25B2%25B9%25E5%2585%25A7%25E5%25B9%2595%25E6%2581%2590%25E6%2580%2596%25E6%2589%258B%25E6%25B3%2595%25E6%259B%259D%25E5%2585%2589002819940.html
)
```

```
八炯多次在街頭挑起衝突，拍攝影片上傳網路，導致支持者被貼上「偏激」標籤，運動逐漸失去民心。[](
https://tw.news.yahoo.com/%25E9%2581%25AD%25E7%2588%2586%25E7%25A0%2594%25E7%25A9%25B6%25E7%25B4%258D%25E7%25B2%25B9%25E7%2585%25BD%25E5%258B%2595%25E5%258F%258D%25E5%2585%25B1%25E5%2585%25AB%25E7%2582%25AF%25E9%2581%2593%25E6%25AD%2589%25E4%25BA%2586014631526.html
)[](
https://tw.news.yahoo.com/%25E9%2596%25A9%25E5%258D%2597%25E7%258B%25BC%25E9%2596%258B%25E6%2592%2595%25E5%2585%25AB%25E7%2582%25AF%25E9%25A9%259A%25E7%2588%2586%25E5%25A4%25A7%25E7%25BD%25B7%25E5%2585%258D%25E6%2595%2588%25E6%25B3%2595%25E7%25B4%258D%25E7%25B2%25B9%25E5%2585%25A7%25E5%25B9%2595%25E6%2581%2590%25E6%2580%2596%25E6%2589%258B%25E6%25B3%2595%25E6%259B%259D%25E5%2585%2589002819940.html
)
```

閩南狼表示，這些行為背離反共運動初衷，稱「納粹言論是壓垮我的最後一根稻草」，公開對話截圖以「止損」。[](https://tw.news.yahoo.com/%25E9%2581%25AD%25E7%2588%2586%25E7%25A0%2594%25E7%25A9%25B6%25E7%25B4%258D%25E7%25B2%25B9%25E7%2585%25BD%25E5%258B%2595%25E5%258F%258D%25E5%2585%25B1%25E5%2585%25AB%25E7%2582%25AF%25E9%2581%2593%25E6%25AD%2589%25E4%25BA%2586014631526.html)[](https://www.youtube.com/watch?v=3GhgaKj9lEM)
```
八炯的回應
```

2025年8月4日，八炯發布影片回應，承認曾因長期被藍白陣營及中國網民貼上「納粹」標籤，心理壓力下私下與朋友自嘲「對啊，我就是納粹」，但強調此為玩笑，經提醒後意識到不妥，公開向社會道歉，並承諾減少線下活動，專注於YouTube反共內容創作，強調「初衷不變，至死不渝」。[](https://tw.news.yahoo.com/%25E9%2581%25AD%25E7%2588%2586%25E7%25A0%2594%25E7%25A9%25B6%25E7%25B4%258D%25E7%25B2%25B9%25E7%2585%25BD%25E5%258B%2595%25E5%258F%258D%25E5%2585%25B1%25E5%2585%25AB%25E7%2582%25AF%25E9%2581%2593%25E6%25AD%2589%25E4%25BA%2586014631526.html)[](https://udn.com/news/story/124323/8915878)
8月5日，八炯在社群平台Threads澄清，公開與活動標誌設計師的對話截圖，強調「419集會」標誌靈感來自美國白頭海鵰，而非「納粹老鷹」，指控為「錯誤惡意的髒水風向」。他表示將前往波蘭奧斯威辛集中營博物館懺悔，以修復台灣國際形象，並呼籲勿攻擊集會來賓（如民進黨立委沈伯洋、黃捷、王義川及社民黨議員苗博雅）。[](https://tw.news.yahoo.com/%25E5%2585%25AB%25E7%2582%25AF%25E5%2586%258D%25E7%2599%25BC%25E8%2581%25B2%25E6%259B%25AC%25E6%2588%25AA%25E5%259C%2596%25E6%258F%25AD419%25E6%25A8%2599%25E8%25AA%258C%25E7%2599%25BC%25E6%2583%25B3%25E4%25BE%2586%25E6%25BA%2590%25E7%25B4%258D%25E7%25B2%25B9logo%25E6%2598%25AF%25E9%258C%25AF%25E8%25AA%25A4%25E6%2583%25A1%25E6%2584%258F%25E7%259A%2584%25E9%25AB%2592%25E6%25B0%25B4133500805.html)[](https://news.ltn.com.tw/news/politics/breakingnews/5133494)
```
社會與政治反應
```

事件引發廣泛反響：
```
德國在台協會：8月4日發文譴責「任何崇拜、贊美或淡化納粹主義的說法或行為」，強調納粹大屠殺為人類歷史重大罪行。[](
https://www.cna.com.tw/news/aipl/202508040164.aspx
)[](
https://crossing.cw.com.tw/article/13917
)
```

```
台北市可巴德猶太協會：創會理事長方恩格批評八炯的道歉未提及在台猶太裔社群，認為道歉不完整。[](
https://tw.news.yahoo.com/%25E5%2585%25AB%25E7%2582%25AF%25E7%2588%2586%25E4%25BB%25BF%25E7%25B4%258D%25E7%25B2%25B9%25E6%2590%259E%25E9%259D%25A9%25E5%2591%25BD%25E6%259E%2597%25E4%25BF%258A%25E6%2586%25B2%25E5%258D%25BB%25E5%2596%258A%25E9%2580%2599%25E5%258F%25A5%25E5%25BC%2595%25E7%2582%25B8%25E9%258D%258B234452530.html
)
```

```
民進黨：發言人吳崢於8月4日表示，民進黨譴責任何消費或運用納粹符號的行為，與八炯切割。[](
https://www.setn.com/News.aspx?NewsID=1698770
)
```

```
中國國民黨：批評大罷免運動與政治極端主義連結，指民進黨立委在419集會「站在納粹符號前操弄仇恨」，質疑八炯為何成為運動領軍人物。[](
https://www.bbc.com/zhongwen/articles/c7075rr0908o/trad
)[](
https://www.bbc.com/zhongwen/articles/c7075rr0908o/simp
)
```

```
學者分析：
```

   美國德州州立大學副教授翁履中表示，綠營默許激進路線損害政黨形象。[](https://www.bbc.com/zhongwen/articles/c7075rr0908o/trad)
   台北大學教授劉嘉薇指出，八炯與閩南狼被視為「民進黨網軍」，事件削弱中間選民信任。[](https://www.bbc.com/zhongwen/articles/c7075rr0908o/simp)
   歷史學者李峙皞認為，事件反映台灣對納粹歷史的認識不足。[](https://www.bbc.com/zhongwen/articles/c7075rr0908o/trad)[](https://www.bbc.com/zhongwen/articles/c7075rr0908o/simp)
```
納粹老鷹爭議
```

閩南狼指控419集會標誌使用「納粹老鷹」（德語：Reichsadler），引發爭議。該符號為納粹德國常用標誌，與美國白頭海鵰圖像有一定相似性，但具高度敏感的政治意涵。八炯否認使用納粹符號，公開設計師對話，強調標誌發想自美國白頭海鵰，且未在正式場合提及納粹。部分網友支持八炯，認為其反共立場無可厚非；另有網友批評，納粹符號具高度敏感性，任何相關聯想均不當。[](https://tw.news.yahoo.com/%25E5%2585%25AB%25E7%2582%25AF%25E5%2586%258D%25E7%2599%25BC%25E8%2581%25B2%25E6%259B%25AC%25E6%2588%25AA%25E5%259C%2596%25E6%258F%25AD419%25E6%25A8%2599%25E8%25AA%258C%25E7%2599%25BC%25E6%2583%25B3%25E4%25BE%2586%25E6%25BA%2590%25E7%25B4%258D%25E7%25B2%25B9logo%25E6%2598%25AF%25E9%258C%25AF%25E8%25AA%25A4%25E6%2583%25A1%25E6%2584%258F%25E7%259A%2584%25E9%25AB%2592%25E6%25B0%25B4133500805.html)[](https://news.ltn.com.tw/news/politics/breakingnews/5133494)
```
後續影響
```

```
政治影響：大罷免運動因首輪失敗及納粹爭議士氣受挫，第二輪「823投票」支持度下滑。學者認為，綠營過分依賴激進網紅，導致主流政黨失去話語權。[](
https://www.bbc.com/zhongwen/articles/c7075rr0908o/trad
)[](
https://www.bbc.com/zhongwen/articles/c7075rr0908o/simp
)
```

```
歷史教育反思：學者指出，台灣對納粹歷史的認識不足，導致公眾人物輕易使用相關符號或言論，與國際社會認知存在落差。[](
https://www.bbc.com/zhongwen/articles/c7075rr0908o/trad
)[](
https://www.bbc.com/zhongwen/articles/c7075rr0908o/simp
)
```

```
八�Batch 炯與閩南狼關係：兩人公開決裂後，閩南狼於8月6日再發影片，指八炯在統戰紀錄片中不實指控網紅鍾明軒，質疑其證據不足，加劇爭議。[](
https://tw.news.yahoo.com/%25E5%2585%25AB%25E7%2582%25AF%25E5%2586%258D%25E7%2599%25BC%25E8%2581%25B2%25E6%259B%25AC%25E6%2588%25AA%25E5%259C%2596%25E6%258F%25AD419%25E6%25A8%2599%25E8%25AA%258C%25E7%2599%25BC%25E6%2583%25B3%25E4%25BE%2586%25E6%25BA%2590%25E7%25B4%258D%25E7%25B2%25B9logo%25E6%2598%25AF%25E9%258C%25AF%25E8%25AA%25A4%25E6%2583%25A1%25E6%2584%258F%25E7%259A%2584%25E9%25AB%2592%25E6%25B0%25B4133500805.html
)
```

八炯表示將前往奧斯威辛集中營懺悔，並減少公開活動，專注線上反共內容。部分支持者認為其道歉展現誠意，批評者則質疑其真心反省。[](https://tw.news.yahoo.com/%25E5%2585%25AB%25E7%2582%25AF%25E5%2586%258D%25E7%2599%25BC%25E8%2581%25B2%25E6%259B%25AC%25E6%2588%25AA%25E5%259C%2596%25E6%258F%25AD419%25E6%25A8%2599%25E8%25AA%258C%25E7%2599%25BC%25E6%2583%25B3%25E4%25BE%2586%25E6%25BA%2590%25E7%25B4%258D%25E7%25B2%25B9logo%25E6%2598%25AF%25E9%258C%25AF%25E8%25AA%25A4%25E6%2583%25A1%25E6%2584%258F%25E7%259A%2584%25E9%25AB%2592%25E6%25B0%25B4133500805.html)[](https://news.ltn.com.tw/news/politics/breakingnews/5133494)
```
參考資料
```

1. . BBC News 中文. 20250808  [20250820].
2. . 天下雜誌. 20250809  [20250820].
3. . Yahoo新聞. 20250804  [20250820].
4. . 中央社. 20250804  [20250820].
5. . YouTube. 20250803  [20250820].
6. . 聯合新聞網. 20250804  [20250820].
7. . 三立新聞網. 20250804  [20250820].
8. . Yahoo新聞. 20250805  [20250820].
9. . 鏡週刊. 20250804  [20250820].
10. . 自由時報. 20250805  [20250820].

```
外部連結
```

```
八炯YouTube頻道
```

```
閩南狼YouTube頻道
```

```
BBC中文報導：八炯納粹言行爭議
```